# Дело о ядах

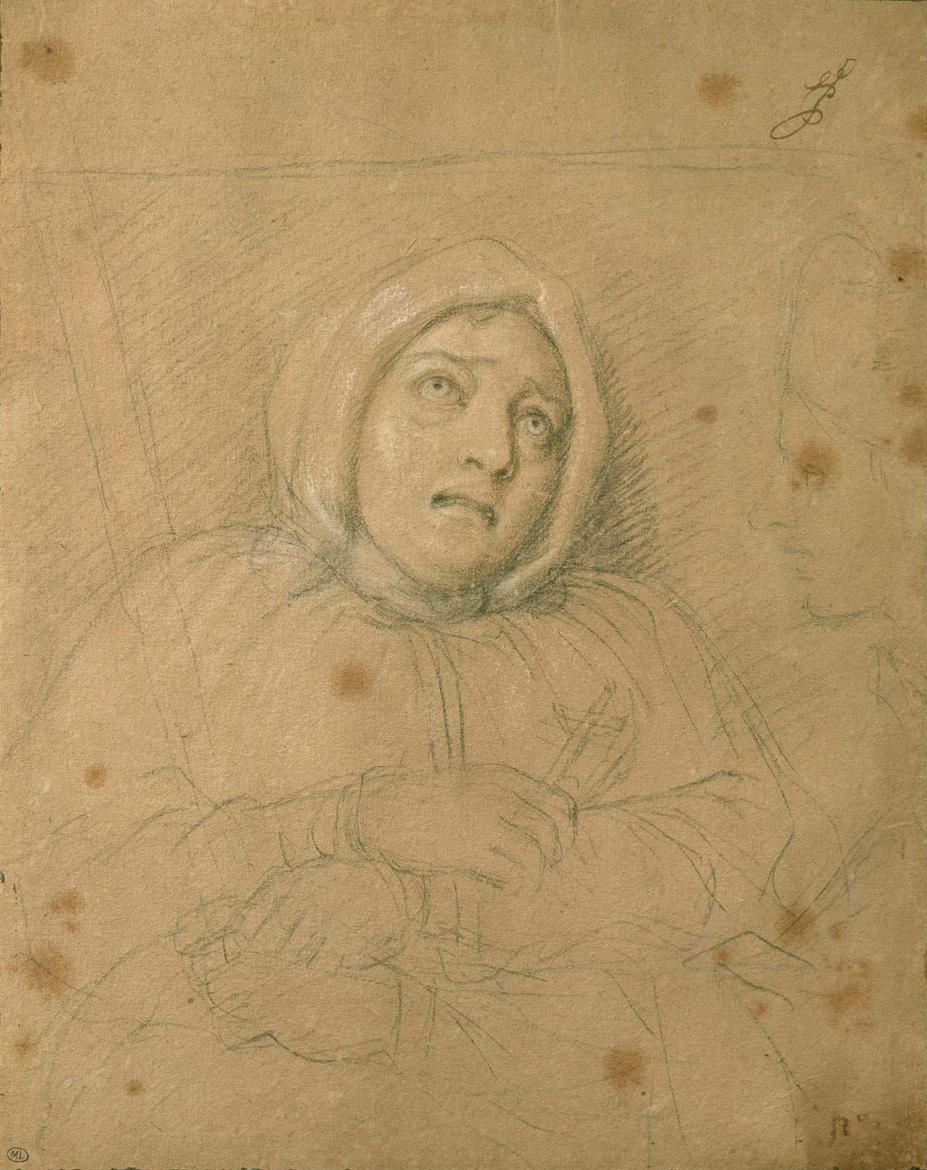
Маркиза де Бренвилье в заключении (1676 год). Художник — Шарль Лебрен

«Де́ло о я́дах» (фр. affaire des poisons) — кампания по охоте на ведьм и отравительниц, будоражившая двор французского короля Людовика XIV с 1675 по 1682 годы. Её подоплёкой была закулисная борьба военного министра Лувуа с первым министром Кольбером. Нагнетание истерии вокруг дела версальских отравительниц больнее всего ударило по придворным, близким к Кольберу, и не без его участия это расследование было свёрнуто.

## Предыстория и обстоятельства дела
Инициатором раскручивания дела о версальских отравительницах выступил шеф парижской полиции Габриэль Николя де ла Рейни. После подозрительной смерти в 1672 году офицера кавалерии Годена де Сен-Круа его люди нашли у покойного бумаги, компрометирующие его любовницу, маркизу де Бренвилье. Из них следовало, что ради получения наследства маркиза отравила отца, двух братьев и сестру.
В июле 1676 года маркиза была приговорена к «пытке питьём», после чего ей отрубили голову. Казнь маркизы вызвала смятение в высших рядах французской аристократии. Поползли слухи, что недавние смерти придворных также вызваны отравлениями. Король велел де ла Рейни разобраться, чем занимаются в Париже гадалки и алхимики — не приторговывают ли они «порошками для наследников». Все, подававшиеся на стол монарха, кушанья отныне должны были предварительно дегустироваться слугами в его присутствии.

В 1677 году де ла Рейни через некую Мари Босс вышел на отравительницу Монвуазен, которая продавала приворотные зелья и отравы жёнам версальских придворных. Среди клиентов Монвуазен фигурировали имена мадам де Вивон (золовки мадам де Монтеспан, официальной фаворитки короля), графини Суассонской (племянницы покойного кардинала Мазарини), её сестры, герцогини Бульонской, и даже маршала Люксембурга. 

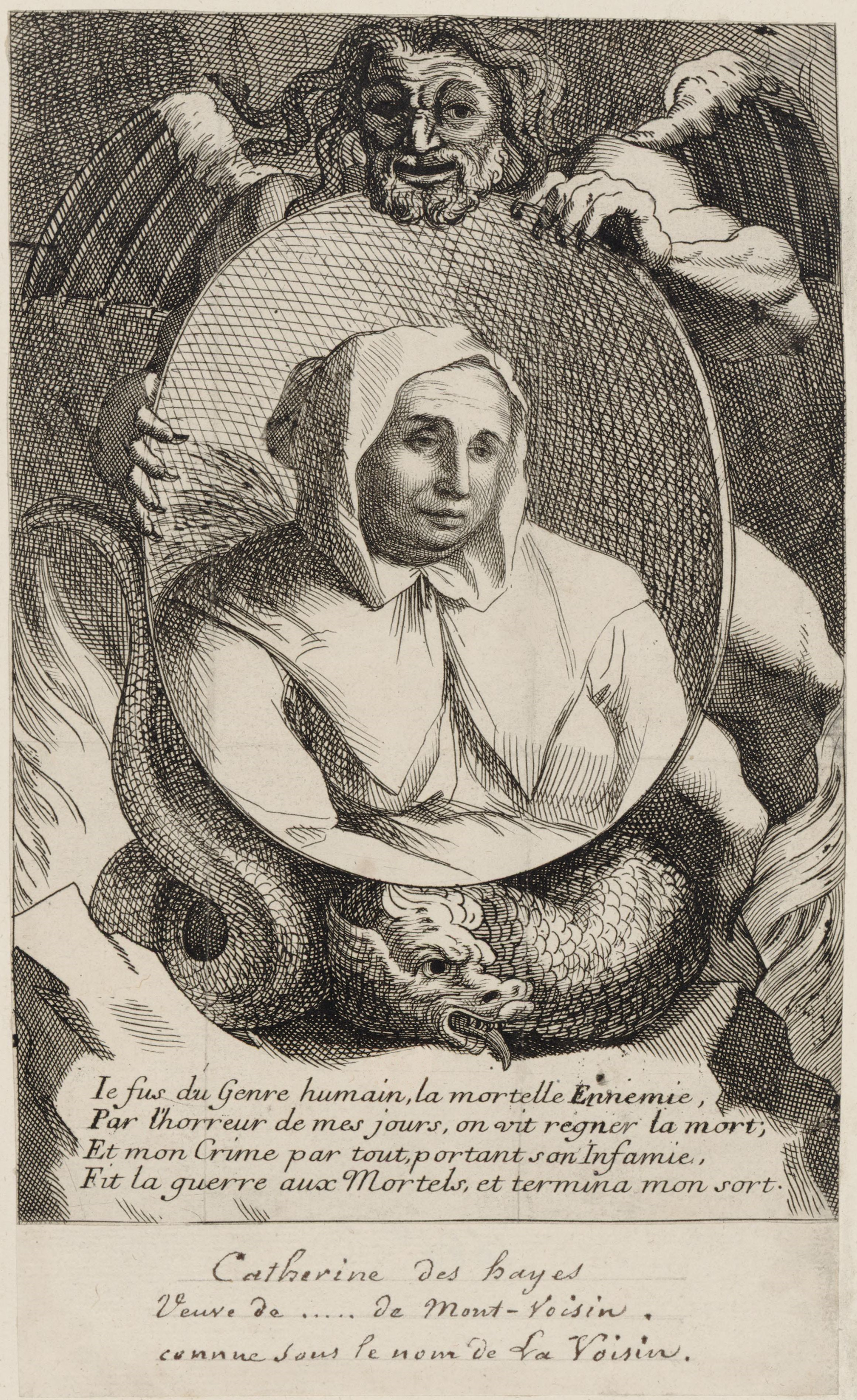
Вдова Монвуазен

Для беспристрастного ведения расследования был учреждён особый трибунал, «Огненная Палата» (chambre ardente). Под пытками Монвуазен оговорила многих. В вину ей вменялись страшные преступления, включая убийство младенцев во время чёрных месс, которые творил её соучастник, аббат Гибур. Подразумевалось, что заказчицей преступлений являлась мадам Монтеспан, стремившаяся извести своих соперниц и вернуть себе милость короля.
В феврале 1680 года Монвуазен была сожжена на костре на Гревской площади; за этим последовало ещё три десятка смертных приговоров. Всего по делу проходило 400 человек. Маршала Люксембурга на время взяли под арест, а графиню Суассонскую выслали из Франции по подозрению в отравлении мужа и испанской королевы Марии-Луизы. Вслед за ней вскоре последует и её сын — Евгений Савойский, впоследствии опаснейший неприятель французов.
Мадам Монтеспан, как мать своих младших детей, король пощадил, но мимо её комнаты в Версальском дворце отныне проходил только по пути в покои новой пассии — мадам де Ментенон. После опалы, постигшей основных фигурантов, дело было велено замять, а ключевых свидетелей — заточить в отдалённых крепостях (возможно, так появился знаменитый узник «Железная Маска»).
Ниточки этого дела вели в будуары самых высокопоставленных обитателей Версаля, однако, по словам де ла Рейни, «чрезмерность совершённых преступлений гарантировала их от преследований». Тем не менее «дело о ядах» долго будоражило воображение простого народа и исторических беллетристов. Его перипетии служат фоном гофмановской новеллы «Мадемуазель де Скюдери» (1819).
В 1955 году на экраны Франции вышел фильм об этих бурных событиях — «Дело отравителей». В 2010 году вышел франко-бельгийский телевизионный фильм «Маркиза тьмы».